# Giovanni I di Tessalonica
Giovanni I di Tessalonica (fl. VII secolo) è stato un arcivescovo e santo bizantino, arcivescovo di Tessalonica probabilmente dal 610 al 649.
Nel 617 organizzò la difesa della città di Tessalonica dall'assedio degli Slavi.
Scrisse diverse Omilie sui Vangeli, di cui sono rimasti solo frammenti, a parte l'Omilia sulla "dormitio" di Maria Vergine, pervenuta intera.